# Body farm
Een body farm is een onderzoeksinstelling waar het menselijke ontbindingsproces wordt onderzocht. De bekendste is de Anthropological Research Facility (Antropologische Onderzoeksfaciliteit), behorend tot de Universiteit van Tennessee, in Knoxville (Tennessee, Verenigde Staten).
Het instituut werd in 1981 opgericht door de antropologen William Bass en Bill Rodriguez. Jaarlijks worden er meer dan 100 lichamen gedoneerd, die geplaatst worden in een gebied van ongeveer een hectare groot. Verschillende omstandigheden worden hierbij nagebootst, zoals gedeeltelijke of volledige begraving. Resterende skeletten worden opgenomen in de collectie van de instelling, tevens voor onderzoeksdoeleinden. De collectie bedraagt 800 skeletten.
De onderzoeken naar het verloop van ontbindingsprocessen in verschillende omstandigheden zijn van groot belang voor de forensische wetenschap.